# Pleurobema coccineum
Pleurobema coccineum är en musselart som först beskrevs av Conrad 1834.  Pleurobema coccineum ingår i släktet Pleurobema och familjen målarmusslor. Inga underarter finns listade i Catalogue of Life.